# Gaikokujin tarento
 (novembre 2022).
L'expression gaikokujin tarento (外国人タレント) ou gaijin tarento (外人タレント) désigne au Japon une célébrité étrangère (gaijin) active exclusivement ou presque exclusivement dans ce pays.
L'expression signifie littéralement « talent étranger » (voir tarento). Parlant couramment le japonais, avec un look européen ou étranger, ces acteurs trouvent du travail régulièrement à la télévision japonaise. Ces acteurs sont souvent choisis parce qu'ils reflètent les stéréotypes japonais sur les étrangers. Les Gaikokujin tarento sont vus comme des curiosités par les Japonais. Pourtant les revenus et autres récompenses peuvent être généreux. Dave Spector, le plus renommé des gaikokujin tarento dit qu'il a un revenu avoisinant les 500 000 $ par an. Plus généralement les avantages n'atteignent pas ces hauteurs, mais le travail est intéressant, apporte une prédominance sociale, et rapporte assez pour se maintenir dans la classe moyenne, incluant un appartement à Tokyo (la capitale des médias au Japon).

## Gaikokujin tarentonotables
- Françoise Moréchand
- Grazia Ceccherini
- Claude Ciari (ja)
- Clémentine
- BoA
- Dave Spector
- Julie Dreyfus
- Kent Gilbert (en)
- Kent Derricott (en)
- Jero
- Janica Southwick
- Thane Camus
- Francesco Bellissimo
- Bobby Ologun (en)
- Daniel Kahl (en)
- Girolamo Panzetta (en)
- Kane Kosugi
- Agnes Chan (en)
- Vivian Hsu
- Yoon Son-ha (en)
- Yinling (en)